# Јонас Јеребко
Јонас Јеребко (швед. Jonas Jerebko; Кина, 2. март 1987) је шведски кошаркаш. Игра на позицији крилног центра.

## Каријера
Јеребко је сениорску каријеру започео током сезоне 2005/06. у екипи шведског Бораса. У сезони 2006/07. бранио је боје клуба Планја и са њим је освојио шведско првенство. Године 2007. прешао је у редове италијанске Бјеле и тамо се задржао две сезоне, наступајући у италијанској Серији А.
На НБА драфту 2009. године одабрали су га Детроит пистонси у другој рунди као укупно 39. пика. У сезони 2009/10. за Пистонсе је просечно по утакмици бележио 9,3 поена, 6 скокова и једну украдену лопту. За приказану игру у тој сезони награђен је и местом у другој петорци идеалног тима НБА новајлија. Читаву сезону 2010/11. пропустио је због повреде Ахилове тетиве. У дресу Пистонса задржао се до фебруара 2015. и укупно одиграо 303 лигашке утакмице, постигао 2185 поена, ухватио 1288 скокова, освојио 206 лопти и поделио 75 блокада.
Дана 19. фебруара 2015. године Пистонси су Јонаса Јеребка и Луиђија Датомеа проследили Бостон селтиксима у замену за Тејшона Принса. Јеребко је за Селтиксе до краја сезоне 2016/17. уписао 185 лигашких наступа, а просечно је по утакмици имао 4,6 поена, 3,8 скокова и 0,9 асистенција. Са Селтиксима је забележио и 22 наступа у плеј-офу.
Дана 17. јула 2017. године потписао је вишегодишњи уговор са Јута џезом. Током лигашког дела сезоне 2017/18. за Јуту је по утакмици постизао 5,8 поена и хватао 3,3 скока. Екипа је те сезоне заустављена у полуфиналу Западне конференције, а Јеребко је заиграо на 10 плеј-оф сусрета уз скромнији учинак (1,9 поена и 1,6 скокова по мечу). Почетком јула 2018. Јута га је отпустила.
Дана 12. јула 2018. године потписао је за Голден Стејт вориорсе. Након сезоне у Вориорсима, Јеребко се вратио у европску кошарку и 14. августа 2019. потписао уговор са Химкијем. Играч руског клуба је био до 23. јануара 2021. године, када је објављено да је уговор раскинут због приватних разлога.
За сениорску репрезентацију Шведске наступао је на Европском првенству 2013. године.
Шведски кошаркашки савез је избацио Јеребка из репрезентације, зато што је потписао уговор са руским тимом ЦСКА из Москве током трајања рата у Украјини 2022. године.

## Успеси

### Клупски
- Планја:
  - Првенство Шведске (1): 2006/07.

### Појединачни
- Идеални тим новајлија НБА — друга постава: 2009/10.